# Florida State Road 6
Die Florida State Road 6 (kurz FL 6) ist eine in Ost-West-Richtung verlaufende State Route im US-Bundesstaat Florida.

## Verlauf
Nach der Abzweigung vom U.S. Highway 90 (State Road 10) in Madison führt die FL 6 in östlicher Richtung und passiert bei Blue Springs den Madison Blue Springs State Park. Nordöstlich der Anschlussstelle der Interstate 75 trifft sie auf die Trasse des U.S. Highways 41 und der State Road 25. Die FL 6 nutzt bis zu ihrem Ende nach 42 Kilometern an der Kreuzung mit den U.S. Highways 41 (State Road 25) und 129 (State Road 100) in Jasper diese Trasse.